# Franz Bauer
Franz Andreas Bauer (más tarde Francisco) (14 de marzo de 1758 - 11 de diciembre de 1840) fue un microscopista austríaco, naturalista y artista botánico.

## Biografía
Nacido en Feldsberg (ahora Valtice, República Checa, hijo de Lucas Bauer († 1761), pintor de la corte al Príncipe de Liechtenstein, y hermano de los pintores Josef Anton (1756-1830) y Ferdinand Bauer (1760-1826). Tras la muerte de Lucas Bauer, su esposa, Teresa continuó dando sus lecciones tres hijos en el arte y la ilustración. Josef sucedió a su padre como pintor de la corte y con el tiempo fue el guardián de la galería de Viena.[cita requerida]
Franz y Ferdinand adquirieron su primera experiencia de la ilustración botánica, con la llegada del Padre Norbert Boccius, abad de Feldsberg, en 1763, y producido más de 2000 dibujos de acuarela de especímenes de plantas bajo su dirección. Fueron empleadas entonces por el conde de Dietrichstein como pintores de flores en Viena - Obras ilustradas de Franz por el Barón Nikolaus Joseph von Jacquin y su hijo el Barón Joseph Franz von Jacquin en el Jardín Imperial de Schönbrunn, Franz acompañó a este último a Londres. Ahí Jacquin el joven se introdujo al sir Joseph Banks, quien, reconociendo su talento extraordinario, le aseguró una posición como primer ilustrador botánico del Real Jardín Botánico de Kew y el museo, con un sueldo anual de £ 300. Se quedó allí por el resto de su vida, produciendo una gran cantidad de magníficas ilustraciones de botánica y anatomía, se convirtió en miembro de la Royal Society y fue nombrado "Pintor Botánico a Su Majestad el rey Jorge III".[cita requerida]
En 1790 Bauer se habían establecido en Kew, y participó en las pinturas y dibujos detallados de disecciones de flores, a menudo a nivel microscópico, y teniendo mucho cuidado en la mano-coloración de copias litográficas de su obra. Durante este tiempo fue tutor de la Reina Carlota , Princesa Isabel y William Hooker en el arte de la ilustración y, a menudo recibieron a los amigos y los botánicos en su casa. Murió en 1840, y está enterrado en la iglesia de Santa Ana, Kew (St. Anne's Church, Kew), al lado de Thomas Gainsborough. Su legado se encuentra en publicaciones tan suntuosas como las evocaciones de las plantas Exotick (1796-1803), su colaboración con John Lindley Ilustraciones de las plantas orquídeas (1830-1838), y sus litografías delicadas de Strelitzia depicta (1818).[cita requerida]

## Obras ilustradas
- Evocaciones de las plantas cultivadas Exotick en el Jardín Real de Kew. Dibujado y coloreado y los caracteres botánicos muestran de acuerdo con el Sistema Linneano por Francis Bauer. Publicado por William Aiton, en corriente continua (prefacio de Sir Joseph Banks) 1796-1783
- Los géneros y especies de plantas orquídeas, ilustradas con dibujos en la piedra de los bocetos de Francisco Bauerby John Lindley. Londres, Ridgways y Treuttel, Wurtz, 1830-1838
- Genera Filicum, o las ilustraciones de los helechos y otros géneros afines, desde los dibujos originales de color de los fines de Bauer Francisco, con adiciones y tipografía descriptiva, por Sir William Jackson Hooker. Londres, H. G. Bohn, 1842

## Honores

### Membresías
- 1804: electo miembro de la Sociedad Linneana de Londres
- 1821: Royal Society

### Eponimia
Especies
- (Orchidaceae) Coelia baueriana Lindl.[1]
- (Orchidaceae) Galeandra baueri Lindl.[2]
- (Orchidaceae) Prasophyllum baueri Poir.[3]

## Galería

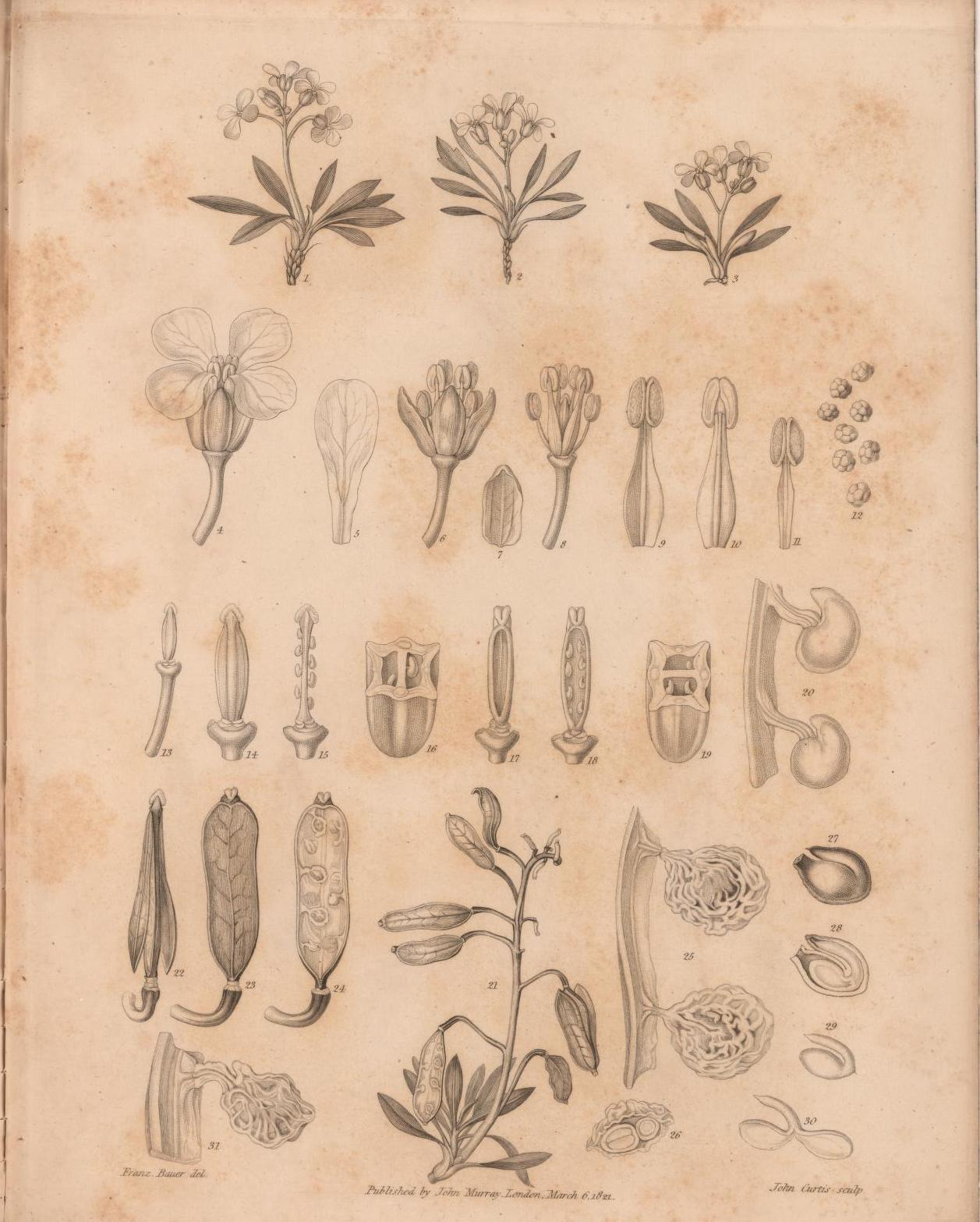
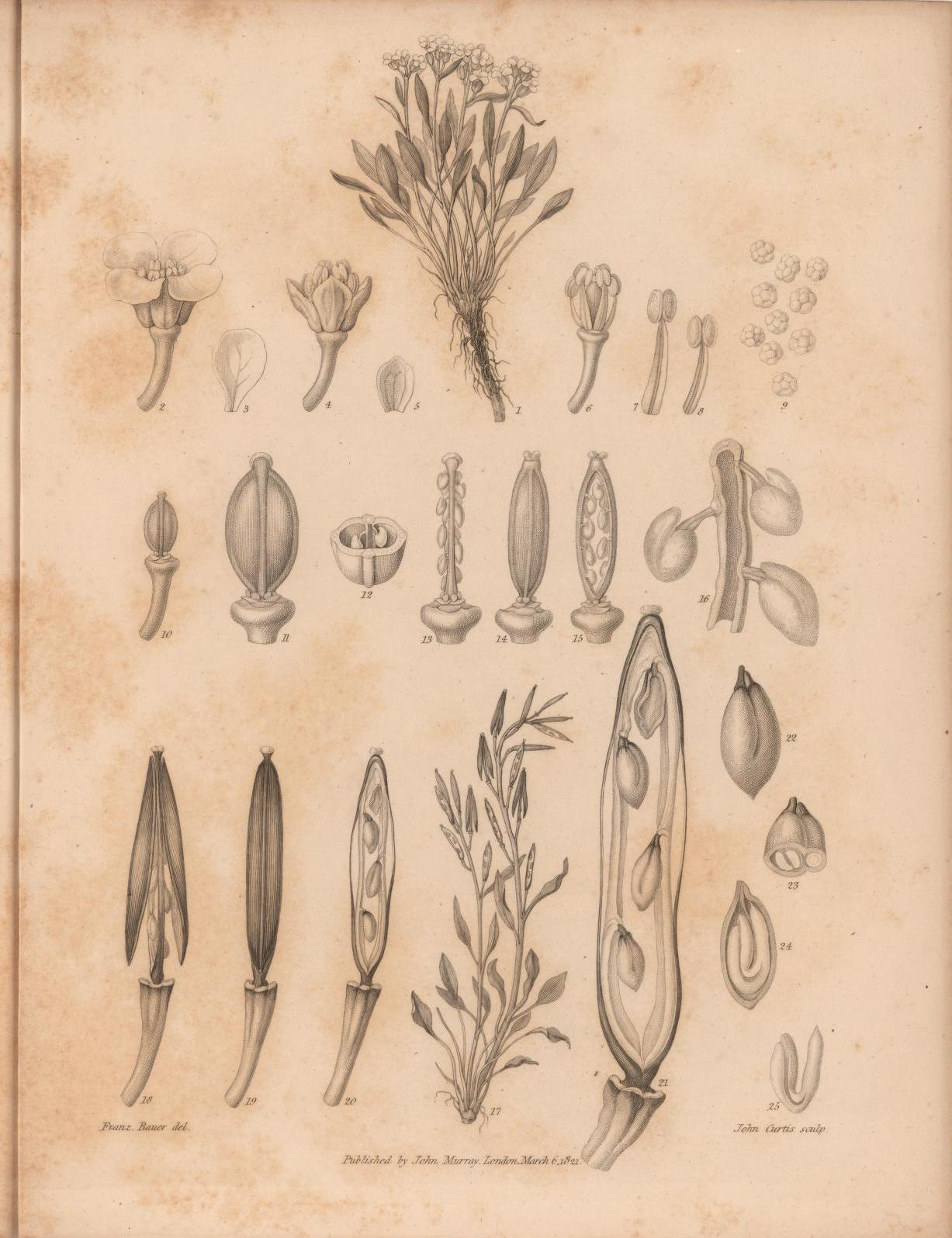
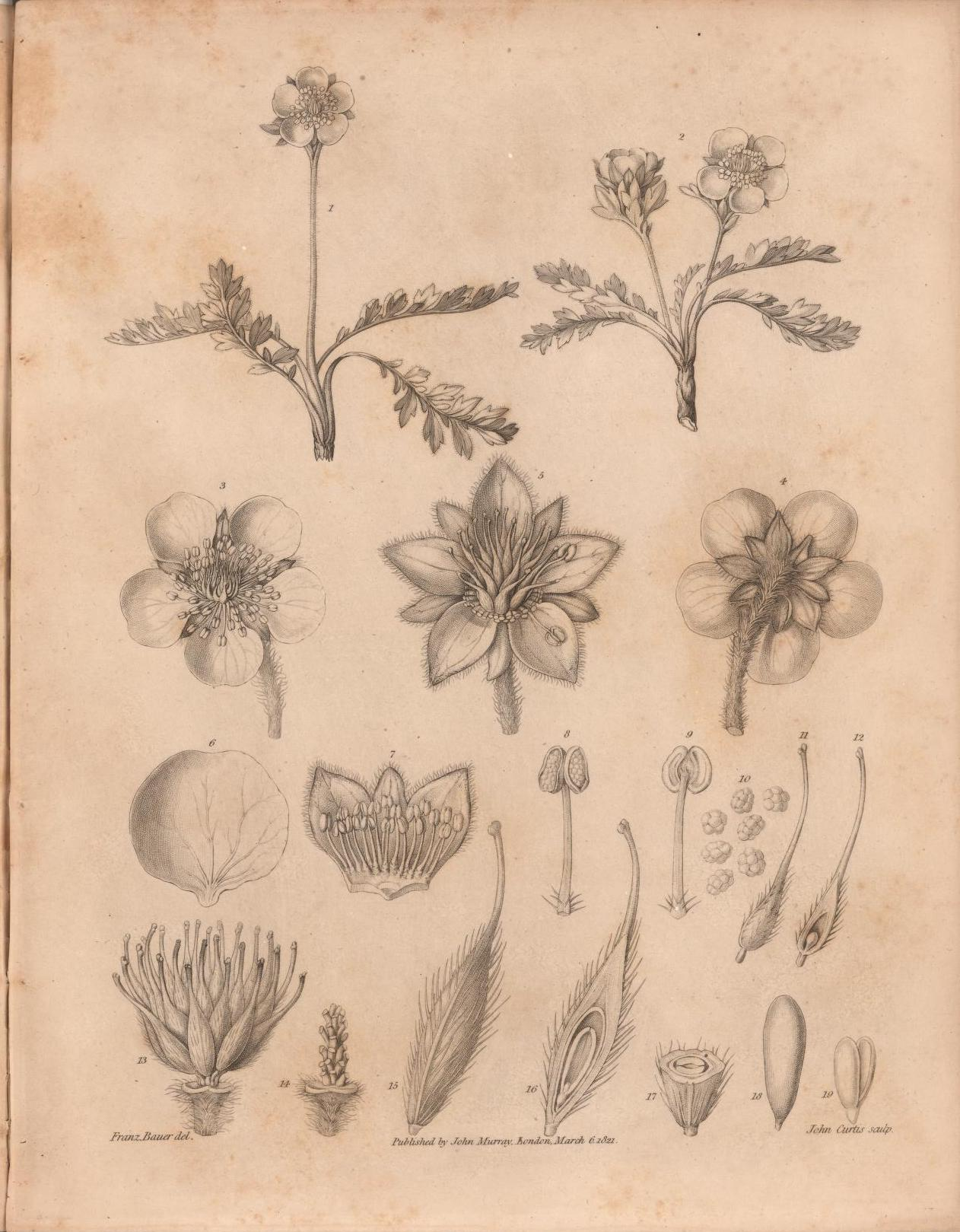
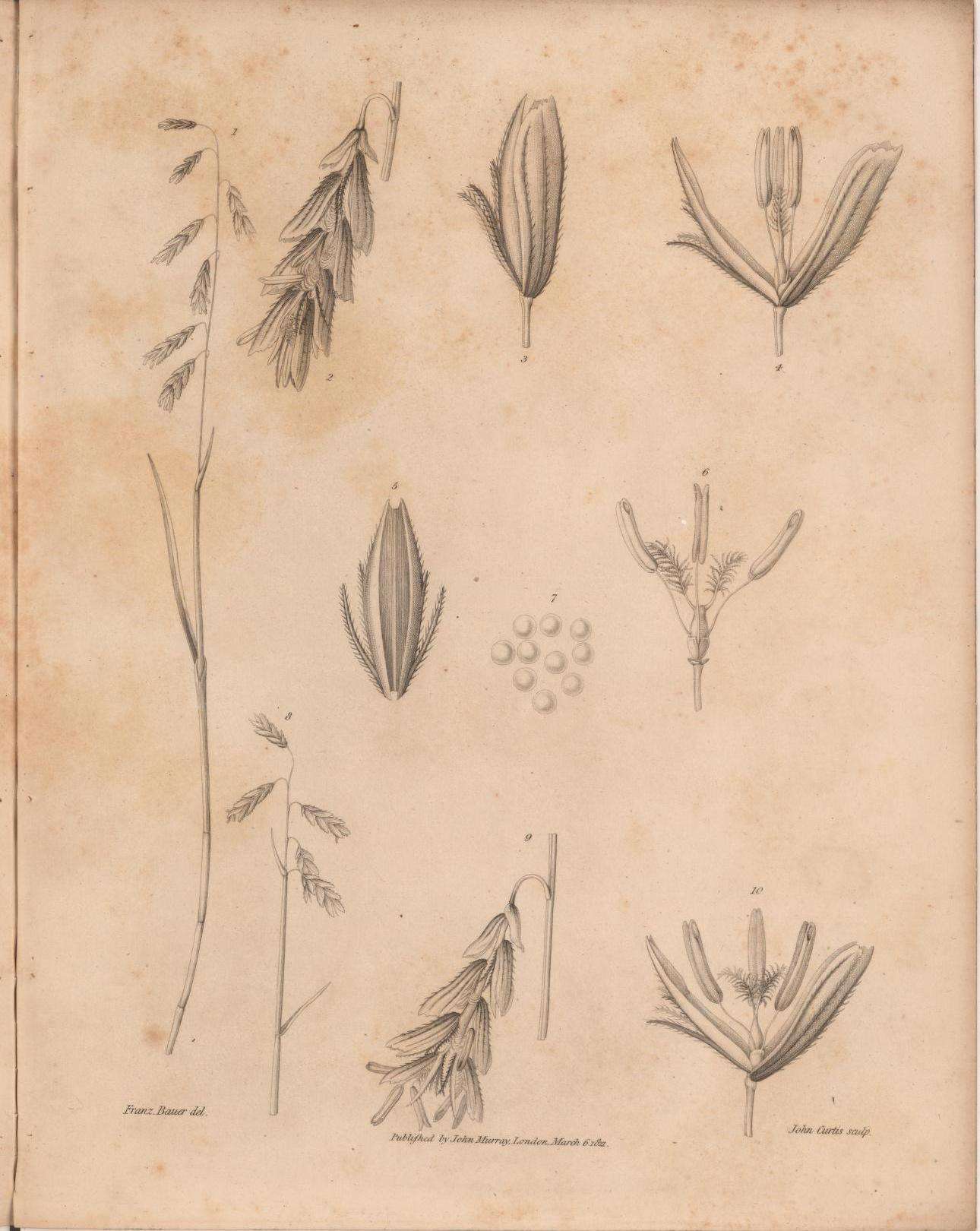